# Agencja Budowy i Eksploatacji Autostrad
Agencja Budowy i Eksploatacji Autostrad (w skrócie ABiEA) – państwowa osoba prawna i urząd administracji rządowej w Polsce, powołany jako urząd centralny do budowy autostrad oraz zarządzania nimi. Siedzibą Agencji było miasto stołeczne Warszawa, a jej jedynym organem – Prezes Agencji.
Protoplasta ABiEA został powołany niepublikowaną decyzją ministra transportu w 1992 r. 14 marca 1993 zastąpił ją podmiot o nazwie Autostrady Polskie SA, który funkcjonował do stycznia 1994 r. 25 marca 1994, niepublikowaną decyzją ministra transportu, powołano Agencję Budowy Autostrad, jako jednostkę budżetową, choć Rada Ministrów wydała odpowiednie rozporządzenie o powołaniu agencji autostradowych w dniu 8 kwietnia 1994 z mocą obowiązującą od 3 maja 1994.
Rozporządzeniem Prezesa Rady Ministrów z dnia 13 maja 1995 r. (Dz.U. z 1995 r. nr 52, poz. 283), w dniu 8 czerwca 1995 nadano statut Agencji Budowy i Eksploatacji Autostrad, która funkcjonowała do 31 marca 2002, gdy wprowadzono w życie ustawę z dnia 1 marca 2002 r. o zmianach w organizacji i funkcjonowaniu centralnych organów administracji rządowej i jednostek im podporządkowanych oraz o zmianie niektórych ustaw (Dz.U. z 2002 r. nr 25, poz. 253). Na jej mocy zlikwidowano Generalną Dyrekcję Dróg Publicznych oraz Agencję Budowy i Eksploatacji Autostrad, od 1 kwietnia 2002 tworząc w ich miejsce Generalną Dyrekcję Dróg Krajowych i Autostrad.

## Zestawienie Prezesów Agencji
- Andrzej Patalas (od 1994 do 1997)[5]
- Andrzej Urbanik (od 1998 do 6 grudnia 2001)
- Eugeniusz Mróz (od 7 grudnia 2001[6] do 31 marca 2002)